# Josiane Gabas
Pour les articles homonymes, voir Gabas.
Josiane Gabas-Papillault, née au milieu des années 1950, est une handballeuse internationale française des années 1970-1980.
Elle participe notamment à la belle époque du Dreux AC dans l'élite français.

## Biographie
Alors qu'elle fait de l'athlétisme, Josiane Gabas participe à un entraînement du jeune Dreux AC Handball à seize ans. C'est alors que l'entraîneur Gilbert Guihard lui demande d'entrer dans l'équipe. Elle intègre rapidement l'équipe première et devient le fer de lance d'une formation à la progression exponentielle.
Quelques mois après avoir connu sa première sélection en France espoirs, elle est sélectionnée en décembre 1975 en France A.
Pour la saison 1988-1989, Josiane Gabas-Papillault, désormais mariée, revient sur le terrain après trois ans d'arrêt à la suite de la naissance de son fils.

## Palmarès
- Challenge de France
  - Finaliste en 1979 et 1980
  - Demi-finaliste en 1981
- Championnat de France de Division 2 (1)
  - Champion en 1989